# Родригез, Жюльен
Жюлье́н Родриге́з (фр. Julien Rodriguez; родился 11 июня 1978, Безье) — французский футболист, защитник.

## Биография
Жюльен Родригез родился в небольшом городе Безье, департамент Эро. Он начал свою карьеру во французском клубе «Истр», который в то время выступал в Лиге 3. Однако за два года, проведенных в клубе, Жюльен провел всего 2 матча. В 1997 году перешёл в футбольный клуб «Монако», где и сумел по настоящему раскрыться. Его дебют за «монегасков» состоялся 16 января 1999 в матче против «Ланса». Всего, в этом сезоне, Жюльен провел 10 матчей. В сезоне 1999/2000 Жюльен отыграл всего 2 матча. В том сезоне вместе с «Монако» стал чемпионом страны и получил право выступать в Лиге чемпионов в следующем сезоне.
Родригез в сезоне 2000/01 стал чаще появляться на поле. В том сезоне он отыграл 18 матчей и вместе с командой вышел в финал Кубка Лиги, где «Монако» проиграл «Лиону». В том же сезоне дебютировал и в Лиге чемпионов, в матче против Рейнджерс, 20 сентября 2000 года.
В сезоне 2001/02, Жюльен появится на поле всего 16 раз, однако уже в следующем сезоне станет постоянным игроком основы. В сезоне 2002/03 проведет 26 матчей в чемпионате Франции, а его команда займет второе место и станет обладателем Кубка Лиги. Летом 2003 столичный Пари Сен-Жермен пытался приобрести Жюльена, однако он решил продлить свой контракт с «Монако» ещё на четыре года.
Сезон 2003/04 Жюльен провел на самом высоком уровне. Под руководством Дидье Дешама, «Монако» дошёл до финала Лиги чемпионов, в котором уступил «Порту». Родригез являлся важной частью того великого успеха «Монако». В том сезоне на его счету 13 матчей в Лиге чемпионов и 35 в чемпионате Франции. Это был самый удачный сезон для Родригеза. После ухода Людовика Жюли, он стал капитаном «Монако» в 2004—2005 годах.
В декабре 2011 года, несмотря на действующий контракт, марсельский «Олимпик» принял решение расстаться с футболистом из-за хронической травмы.

## Достижения
- Чемпион Франции: 1999/2000
- Обладатель Кубка французской лиги: 2002/2003, 2009/10